# 文德 (大理)
文德（938年—944年）是大理国段思平的年号，共計7年。
起訖年，方詩銘、李家瑞、李崇智、段玉明作938年－？，王雲、黃德榮作938年－944年。
雲南文獻無「神武」年號，僅沈德符《正閏考》獨有，當來自段思平的謚號「聖神文武皇帝」。

## 年號及改元出處
- 倪輅《南詔野史》：「段思平誅楊氏自立，晉天福二年（937）即位，建都大理，號大理國，改元文德。……在位八年卒。」
- 胡蔚《增訂南詔野史》：「適十二月二十一日也……思平即位，時天福丁酉二年（937）也，年四十四歲。建號大理國，建元文德。……後晉出帝甲辰開運元年（944），帝崩，在位八年。」
- 王崧《雲南備徵志》：「晉天福二年（937）即位，建都大理，年四十四歲，改元文德。……在位八年薨。」
- 諸葛元聲《滇史》：「明年，天福三年戊戌（938），思平改元文德。……後晉高祖之開運二年丙午（945），大理國王段思平卒，在位凡八年。」
- 李京《雲南志略》：「思平，蒙氏清平官忠國六世孫，布燮保隆之子。國號大理，改元文德，都苴咩城。在位八年。」
- 楊慎《滇載記》：「既逐楊氏而有蒙國，遂改國號曰大理，改元曰文德。時後晉天福二年（937）也。」
- 馮蘇《滇考》：「以後晉天福二年（937）十二月二十一日入關，……思平自立，改國號大理，都羊苴咩城，改元文德。……後晉開運二年（945）卒，在位八年。」
- 《白古通記淺述》：「後晉天福二年（937）即位，改元文德。……在位八年薨。」

## 紀年對照表
| 文德 | 元年  | 二年  | 三年  | 四年  | 五年  | 六年  | 七年  |
| ---- | ----- | ----- | ----- | ----- | ----- | ----- | ----- |
| 公元 | 938年 | 939年 | 940年 | 941年 | 942年 | 943年 | 944年 |
| 干支 | 戊戌  | 己亥  | 庚子  | 辛丑  | 壬寅  | 癸卯  | 甲辰  |

## 同期存在的其他政權年號
- 中國
  - 天福（936年－944年）：後晉－石敬瑭之年號
  - 昇元（937年－943年）：南唐－李昪之年號
  - 保大（943年－957年）：南唐－李璟之年號
  - 永隆（939年－943年）：閩－王延羲之年號
  - 天德（943年－945年）：殷－王延政之年號
  - 乾和（943年－958年）：南漢－劉晟之年號
  - 廣政（938年－965年）：後蜀－孟昶之年號
  - 會同（938年－947年正月）：契丹－耶律德光之年號
  - 同慶（912年－966年）：于闐－尉遲烏僧波之年號
- 日本
  - 天慶（938年－947年）：朱雀天皇與村上天皇之年号